# Pere IV del Congo
Pedro IV Afonso Nusamu a Mvemba (nascut cap a 1672 i mort el 21 de febrer de 1718) va ser el rei de Kinbangu en 1695, pretendent al títol de Manikongo del Regne del Congo a partir de 1696, reunificà el regne en 1709. Durant el seu regnat la profetessa Beatriz Kimpa Vita, qui afirmava estar posseïda per Sant Antoni.

## Origen
Nusamu a Mvemba o Pedro Afonso Aigua Rosada va néixer cap a 1670. Era el tercer fill de Sebastião I del Congo (mort en 1670) rei de Kibangu i al desembre de 1695 va succeir al seu germà Álvaro X a Kibangu El seu pare era membre del clan Kinlaza (Nlaza Kanda) i la seva mare del clan Kimpanzu (Mpanzu), sent l'origen d'una nova kanda o llinatge, anomenada «Aigua Rosada».
Pedro Afonso va competir per ser reconegut com a monarca únic del Regne del Congo contra João II del Congo, que regnava a Lemba-Bula. Va impulsar la recolonització de l'antiga capital Mbanza Kongo. El 2 d'agost de 1696 es va fer coronar sota el nom Pedro IV. En 1699 Pedro IV es va casar amb Hipolita-Maria Mpanzu, de 20 anys, seguidora de Pedro Constantino da Silva i l' antonianisme. Cap al 1700, Pedro va iniciar la reocupació de l'antiga capital, enviant-hi dos grups a establir-s'hi, un liderat per Manuel Cruz Barbosa, el seu majordom, i l'altre per Pedro Constaninho da Silva (conegut com a Kibenga).

## Inici de la reunificació
En 1700, el religiós caputxí Francesco da Pavia, amb l'acord de les autoritats portugueses en aquells dies sota el regnat de Pere II de Portugal, va donar suport a la restauració de la unitat del regne, donant el seu suport a Pedro IV, sent això escenificat en una gran reunió a la qual van assistir la reina Dona Ana Afonso de Leão de Nkondo, el duc de Mbamba Pedro Valle de Lágrimas, el marquès Daniel de Mpemba i un altre membres de la noblesa, jurant tots ells obediència a Pedro IV.
La coronació oficial es va dur a terme el Dissabte Sant de 1702. El 8 d'abril de 1702, Dom Manuel de Nóbrega, marquès de Mbamba Lovota, va atacar al duc de Mbamba, la qual cosa va suposar un obstacle per a la coronació de Pedro IV, però sense impedir el progressiu establiment de la nova monarquia. A Portugal, mentrestant, Pere II va ser succeït per Joan V de Portugal en 1706. Pedro IV aconseguiria finalment l'establiment de la nova monarquia unificada al regne del Congo cap a 1709, quan va aconseguir reocupar São Salvador, derrotant a Pedro Constantinho da Silva i l'heretgia antonianista iniciada per Beatriz Kimpa Vita. El mateix any, quan va aconseguir una victòria decisiva sobre João II, Pedro IV posa fi a la guerra civil que assotava el país des de la batalla de Mbwila en 1665.
Pedro IV va morir el 21 de febrer de 1718, sent succeït en el tron per Manuel II del Congo.